# From The Sky
A From The Sky 2020-ban indult, Tari Szabolcs (ex-Miserium) szimfonikus extrém metal szólóprojektjeként. Később már zenekarként szerepeltek A Dal (2023)-ban.

## Biográfia

### Kezdetek
A Miserium zenekar 2019-ben megjelent utolsó kislemeze (100,000 Light-Years) tekinthető bizonyos szempontból a From The Sky előfutárának. Akkor kezdődött ugyanis Tari Szabolcs mentálhigiénés programja, amelynek során a közönség is megismerkedhet egy komoly veszteség feldolgozásának jó néhány epizódjával. Mindezek hátterében az állt, hogy rövid időn belül három komoly negatív változás is történt Szabolcs életében: feloszlott a Miserium zenekar, megszűnt az előző munkahelye (zenei igazgató volt egy zeneiskolában Dubaiban) és véget ért a házassága.

### Rex
Az első album megjelenése előtt négy videóklip készült. 2021 elején jelent meg az első Libra címmel. Ez a ballada foglalja össze azt a szomorúságot, amely az egész albumot végigkíséri. A következő videó a Finisterra című dalhoz készült, amely zeneileg már eggyel keményebb vonalat képvisel. Ennek a szövege azt fejtegeti, hogy meddig érdemes elmenni egy kapcsolat megmentése érdekében. A Libera Me volt a zenekar harmadik klipje, amelynek stílusa már teljes mértékben extrém metal, a dalszöveg pedig arról a felszabadító pillanatról szól, amikor megszületik a felismerés, hogy a dolgok nem mehetnek így tovább, és új fejezetet kell nyitni. A Rex album utolsó hivatalos videóklipje a Lacrimosa, amely ismét egy lírai dal, és az egész album által feldolgozott veszteség legsötétebb óráiban, rögtön a válópert követően született.
- Libera MeRészlet a From The Sky zenekar Libera Me című dalából

Nem tudod lejátszani a fájlt?
A bemutatkozó album Rex címmel jelent meg 2021 szeptemberében a HammerWorld magazin mellékleteként. A szakma kiemelkedő fogadtatásban részesítette az anyagot: 2021 szeptemberében a HammerWorld magazin a nemzetközi mezőny albumait is figyelembe véve a hónap lemezének választotta a Rexet.
| Zenekar                    | Album                        | Pontszám |
| -------------------------- | ---------------------------- | -------- |
| From The Sky               | Rex                          | 8,40     |
| Times Of Grace             | Songs Of Loss And Separation | 8,30     |
| Carcass                    | Torn Arteries                | 8,00     |
| At The Gates               | The Nightmare Of Being       | 7,90     |
| The Night Flight Orchestra | Aeromantic II                | 7,90     |

A csapat első koncertjére 2021. augusztus 5-én került sor a budapesti Barba Negra Trackben, olyan zenekarok társaságában mint a Tales of Evening és a Dalriada. Később együtt koncerteztek többek között a Leander Kills, a New Friend Request, a Geoff Tate, a Korpiklaani, a Bleed From Within, a Behemoth és az Amon Amarth zenekarokkal is. A koncertek hangulatát örökíti meg a Vulcanus című dalhoz készült videó, aminek anyagát a Rex lemezbemutató koncertjén rögzítette a zenekar 2022. április 30-án a Dürer Kertben.

### Antarktika
2022-ben sorban jöttek a következő lemez dalaihoz a videóklipek. Elsőként a viszonylag csendes Luna, amelyben klasszikus gitár segítségével révedünk a múltba. Gyakorlatilag egyszerre íródott meg a Lethe dal két változata, amelynek a metálosabb változatához készült először videóklip, később pedig szöveges videó jelent meg a szimfonikus-akusztikus verzióhoz. A dal arról az élethelyzetről szól, amikor már minden remény elveszett, és csak a felejtésben bízhatunk. Májusban érkezett klip az album egyetlen angol nyelvű dalához, az Invictushoz. Hangszerelését tekintve határozottan extrém metal, szövegileg pedig arról szól, hogy ezzel hitegeti magát az ember: túl van a mélyponton. Decemberben az Antarktika című dalhoz érkezett videó, ami középtempós, szinte slágeres hangszerelésű, és a dalszöveget is áthatja a remény.
- GeminiRészlet a From The Sky zenekar Gemini című dalából

Nem tudod lejátszani a fájlt?
A zenekar második albuma 2023 februárjában jelent meg Antarktika címmel, ismét a HammerWorld magazin mellékleteként. A hónap lemeze szavazáson második helyezést ért el a korong.
| Zenekar         | Album             | Pontszám |
| --------------- | ----------------- | -------- |
| Katatonia       | Sky Void Of Stars | 8,33     |
| From The Sky    | Antarktika        | 8,17     |
| In Flames       | Foregone          | 8,08     |
| Riverside       | ID Entity         | 8,08     |
| Kings Of Mercia | Kings Of Mercia   | 8,08     |

Korábban a Luna és a Lethe című számok ugyan nem jutottak be A Dal (2022) élő adásaiba, viszont a H-Music kiadó buzdítására a következő évben benevezték az Antarktika című dalt, amelyet már beválogattak a 40 legjobb közé. Az élő műsorban a zsűri megosztóan vélekedett a produkcióról. Míg Ferenczi György a műsor történetében a legjobb rock-metal produkcióként emlegette a dalt, addig Wolf Kati és Mező Misi nem volt túlságosan bőkezű a pontozásnál. Viszont a közönség szavazataival az Antarktika A Dal (2023) verseny elődöntőjébe jutott.

## Diszkográfia
- Rex (2021)
- Antarktika (2023)

## Videóklipek
- Libra (2021)
- Finisterra (2021)
- Libera Me (2021)
- Lacrimosa (2021)
- Luna (2022)
- Lethe (2022)
- Invictus (2022)
- Lethe (Symphonic Edition) (2022) - szöveges videó
- Vulcanus (Live Mood Video) (2022)
- Antarktika (2022)
- Hiszek Benned (Credo) (2024)
- Libera Me (Concerto Edition) (2025)
- Égi Jelek (Akusztik) (2025)

## Zenekari tagok
- Tari Szabolcs – ének (élő) / ének, gitár, billentyűk (stúdió)
- Kiss László 'TAZ' – gitár
- Gilián Péter – basszusgitár, vokálok
- Halász Illés – dobok, vokálok
- Kertész Márton – session gitár
- Süle 'Deadt' Tamás – stúdiómunkák, gitár (élő)
- Juhász Tamás – zongora (akusztik élő)